# Masatoshi Mihara
Masatoshi Mihara (jap. 三原 雅俊, Mihara Masatoshi; * 2. August 1988 in Kumamoto, Präfektur Kumamoto) ist ein japanischer Fußballspieler.

## Karriere
Masatoshi Mihara erlernte das Fußballspielen in der Schulmannschaft der Luther Gakuin High School. 2006 spielte er bei Sagan Tosu. Der Verein aus Tosu spielte in der zweiten Liga, der J2 League. 2017 unterschrieb er einen Vertrag beim Erstligaaufsteiger Vissel Kōbe in Kōbe. Von August 2009 bis Januar 2010 wurde er an Zweigen Kanazawa aus Kanazawa ausgeliehen. 2012 musste er mit Vissel den Weg in die zweite Liga antreten. Im folgenden Jahr wurde er Vizemeister mit Vissel und stieg direkt wieder in die erste Liga auf. Die Saison 2014 spielte er auf Leihbasis bei V-Varen Nagasaki. Mit dem Club aus Nagasaki spielte er in der zweiten Liga. Hier absolvierte er 35 Spiele. Der Zweitligist Kashiwa Reysol aus Kashiwa lieh ihn von Juli 2019 bis Anfang 2020 aus. Mit dem Club wurde er Ende 2019 Meister der zweiten Liga und stieg in die erste Liga auf. Nach Ende der Ausleihe wurde er Anfang 2020 von Kashiwa fest verpflichtet.

## Erfolge
Vissel Kōbe
- J2 League

Vizemeister: 2013  ▲
Kashiwa Reysol
- J2 League: 2019  ▲